# 日特科維奇區

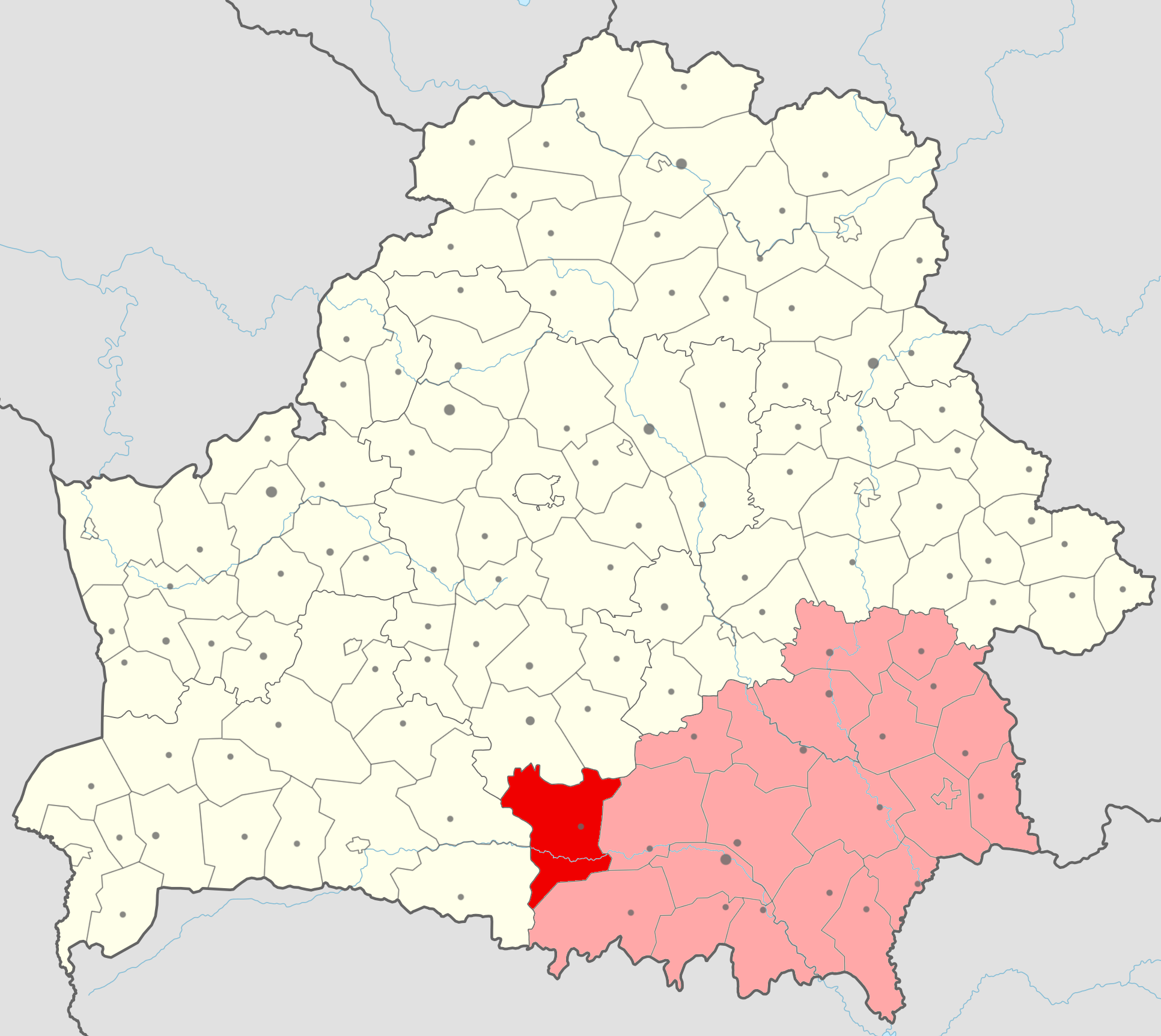

日特科維奇區（羅馬化：Zhitkovichskiy rayon）是白俄羅斯東南部戈梅利州的一個區，行政中心为日特科维奇，面積2,916.27平方公里，2009年人口40,838，人口密度每平方公里14.0人。